# Parafia św. Wojciecha w Kościelcu
Parafia świętego Wojciecha w Kościelcu — parafia rzymskokatolicka, znajdująca się w diecezji kieleckiej, w dekanacie proszowickim.